# Vaszilij Szergejevics Kalinnyikov
Vaszilij Szergejevics Kalinnyikov (oroszul: Васи́лий Серге́евич Кали́нников), (1866. január 13. – Jalta, 1901. január 11.) orosz zeneszerző.

## Élete
Egy rendőr fiaként született. Orjol városában végzett zenei tanulmányokat, később pedig a Moszkvai Konzervatóriumba ment. Mivel nem tudta megfizetni a tandíjat, ösztöndíjjal a Moszkvai Filharmóniai Társaság iskolájába került, ahol Alekszandr Alekszandrovics Iljinszkijtől fagott- és ellenpontleckéket kapott, emellett színházi zenekarokban is dolgozott zenei másolóként, illetve különböző hangszereken játszott.
1892-ben Pjotr Csajkovszkij ajánlásával a moszkvai Kis Színház és az Olasz Színház vezető karmestere lett. Egészségügyi problémái miatt azonban hamarosan lemondásra kényszerült, és a Krím-félsziget melegebb területére utazott. Itt töltötte életet hátralévő részét. 1901-ben hunyt el tuberkulózisban két nappal a 35 születésnapja előtt. 
Dalai és szimfóniái voltak saját korában nevezetesek.

## Fordítás
- Ez a szócikk részben vagy egészben  a   Vasily Kalinnikov című angol Wikipédia-szócikk fordításán alapul.  Az eredeti cikk szerkesztőit annak laptörténete sorolja fel. Ez a jelzés csupán a megfogalmazás eredetét és a szerzői jogokat jelzi, nem szolgál a cikkben szereplő információk forrásmegjelöléseként.